# Dorfmühle (Werbach)
Dorfmühle (auch Obremühl genannt) ist eine ehemalige Mühle und heutiger Wohnplatz auf der Gemarkung des Werbacher Ortsteils Gamburg im Main-Tauber-Kreis im Nordosten Baden-Württembergs.

## Geographie
In unmittelbarer Nähe des Wohnplatzes Dorfmühle befindet sich der Wohnplatz Bimssteinfabrik.

## Geschichte

### Ehemalige Dorfmühle
Die Dorfmühle (auch Obremühl genannt) wurde im Jahre 1248 im Einkünfteverzeichnis des Mainzer Erzbischofs erstmals urkundlich erwähnt. Der Müller Endres Hertweck tauschte 1546 die Hälfte der Dorfmühle mit Eberhard Rüdt von Collenberg, dem neuen Besitzer der Gamburger Herrschaft, für eine jährliche Menge Korngült. In der Folge war die Mühle im gemeinsamen Besitz der Oberen und Unteren Herrschaft Gamburgs. Der Müller Hans Hummel klagte in diesem Zusammenhang, urkundlich vermerkt im Jahre 1658, „keen Mensch könne zwee Herren dienen.“ Die Mühle wurde den Müllern dabei immer nur auf einige Jahre verpachtet. Immer wiederkehrendes Hochwasser durch die Tauber und den Maisenbach, verbunden mit Beschädigungen an den Mühlrädern und dem Abschlag, sorgten für weitere große Belastungen. In der Mitte des 18. Jahrhunderts wurde Mühle schließlich der Müllerfamilie Ruhland in Erbbestand verliehen. Später ging sie an die Familie Eckert und danach an die Familie Lang über.
Ein zusätzliches Mühlengebäude mit modernen Mahlmaschinen wurde im Jahre 1954 errichtet. Als in den 1950er und 1960er Jahren viele kleinbäuerliche Betriebe ihre Existenz aufgaben, entfiel auch für die Dorfmühle nach und nach die Existenzgrundlage. Im Jahr 1970 entschloss man sich schließlich die Mühle stillzulegen und den Mahlbetrieb einzustellen. Jedoch wurde gleichzeitig die bestehende Turbinenanlage aus dem Jahre 1911 durch eine moderne und leistungsfähige Anlage ersetzt, um den damit erzeugten Strom ins Stromnetz einzuspeisen. Der Müllermeister Alois Lang und damalige Besitzer der Dorfmühle war von 1955 bis 1972 Bürgermeister der damals noch selbständigen Gemeinde Gamburg. Nach der Gemeindereform war Lang noch Ortsvorsteher bis 1980. Seit 1988 ist Hartmut Lang Eigentümer und Betreiber des Wasserkraftwerkes, der von 1989 bis 2009 ebenfalls Ortsvorsteher von Gamburg war sowie 30 Jahre als Gemeinderat der Gemeinde Werbach tätig war.

### Aufgegangener Wohnplatz
Die nach wie vor bewohnten Häuser der ehemaligen Dorfmühle werden mittlerweile nicht mehr als eigenständiger Wohnplatz geführt und gelten als im angrenzenden Ort aufgegangen. Der Wohnplatz kam als Teil der ehemals selbstständigen Gemeinde Gamburg am 1. Januar 1975 zur Gemeinde Werbach.

## Kultur und Sehenswürdigkeiten
Kulturdenkmale des Wohnplatzes Dorfmühle sind in der Liste der Kulturdenkmale in Gamburg aufgeführt.

## Verkehr
Der Wohnplatz Dorfmühle liegt an der Ecke Maisenbachstraße/Uissigheimer Straße.